# Théo Lefèvre
Théodore Joseph Albéric Marie Lefèvre född 17 januari 1914 i Gent, död 18 september 1973 i Woluwe-Saint-Lambert, var en belgisk jurist och politiker. 

## Biografi
Lefevre var under andra världskriget medlem i den belgiska motståndsrörelsen. Åren 1951 - 60 var han ledare, och 1946 blev han parlamentsledamot för belgiska kristdemokraterna (CVP-PSC).  Från 25 april 1961 till 28 juli 1965 var han Belgiens premiärminister.

## Utmärkelser
- Statsminister i Belgien,  23 december 1958[5]
- Storkorset av Nederländska Lejonorden,  19 september 1961[7]
- Förbundsrepubliken Tysklands förtjänstorden - storkors
- Kommendör av Leopoldsorden
- Storkors av Kronorden

[Redigera Wikidata]